# 比尔·科尔文
比尔·科尔文（英語：Bill Colvin，1934年12月3日—2010年11月3日），加拿大男子冰球运动员，场上位置是前锋。他曾代表加拿大参加1956年冬季奥林匹克运动会冰球比赛，获得一枚铜牌。